# Верлібр
Верлі́бр (фр. vers libre — вільний вірш) — неримований, нерівнонаголошений віршорядок (і вірш як жанр), що має версифікаційні джерела у фольклорі (замовляння та інші форми неримованої чи спорадично римованої народної поезії). Верлібр є одночасно і ліричним жанром.
Верлібр — форма, утвердження якої є закономірним і водночас новим етапом у розвитку віршової культури ХХ ст. Термін «верлібр» уперше ужив французький письменник Гюстав Кан у передмові до збірки «Перші вірші», (1884). Водночас побудова типології форм сучасного вільного вірша надзвичайно ускладнена через велику розбіжність у тлумаченні самого цього поняття.
У художній літературі верлібр поширюється в добу середньовіччя (літургійна поезія), у творчості німецьких передромантиків, французьких символістів та інших. Особливого значення верлібру надавав В. Вітмен, а надто — авангардисти 20 ст. Це одна з провідних форм сучасної поезії, сприйнята як виокремлена система віршування:
Діти одягнені у пташині сорочки
летять на подобах весняного сонця
у простір розгорненої книжки
що сміється білим сміхом сіяча
який сіє у полі себе з руки
(В. Голобородько).
Верлібр відмінний від вільного, власне, нерівностопного римованого (переважно — ямбічного) вірша.

### Варіанти тлумачення поняття «верлібр»
З точки зору Г.Сидоренко, верлібр — нерівноскладовий вірш з певними ознаками від однорідної стопної будови і обов'язкової  системи римування) [4]. В.Баєвський вважає, що — це всі вірші з нерівними рядками («вольні») і без рим, у тому числі вольний білий ямб, вольний білий дольник, вольний білий акцентний вірш. Ширше тлумачення у С.Комилова, який вбачає у верлібрі нерівноскладовий і нерівно наголошений вірш, який відштовхується від метричних і розмірних систем, «основується на зіставленні і прирівненні принципово нерівних рядків, що виступають як нерозкладні одиниці віршованого ритму». В.Бунчук відкреслює особливу роль неметричних повторів у верлібрі. Приваблює своєю узагальненістю визначення Олександра Жовтіса: "верлібр — це  вірш, який «будується на новотворі фонетичних сутностей різних рівнів, що неперіодично змінюють одна іншу, причому субодиницями повтору у співвідносних рядках або сегментах рядка можуть бути фонема, склад, група складів (стопа, доля і т. ін.), наголос, клаузула, слово, група слів» [3].
Отже, верлібр — це вірш, який не має наскрізної симетричності будови, що структурно наближає його до прози. Саме тому можна говорити про ознаки нової симетричності у ньому.
У сучасному віршознавстві протиставляються метричності (В.Брюсов, В.Баєвський, С.Кормилов, М.Гаспаров та ін..) і неметричності верлібру (В.Поліщук). Однак, якщо визнати його принципову неоднорідність, то відпаде необхідність зіштовхувати ці концепції: верлібр — метричний і неметричний, розмірний і нерозмірний. На метричному рівні він обіймає головним чином метри і розміри некласичного вірша: включення класичних, силабо-тонічних метрів і розмірів у мірності. На неметричному рівні верлібр організовується ритміко-синтаксичними фігурами (Н.Черемисіна зазначає, що рядок найчастіше «дорівнює ритмічні фігурі, рідше вміщує дві фігури»). Подібну думку ще у 20-ті роки висловлював В.Поліщук, котрий на основі теоретичних положень Вільдрака і Дюамеля розробив поняття загальної міри художнього ритму — «хвиляди», яке по суті збігається з поняттям ритмоінтонаційної одиниці — синтагми. Втім теорія неметричної побудови верлібру і сьогодні залишається недостатньо розробленою і дискусійною.

### Питання походження українського верлібру
До дискусійних належить  проблема походження українського верлібру. Структури, подібні до вільного вірша, є у давній книжній і народній поезії (голосіння, обрядових примовляннях тощо). Б.Бунчук звертає увагу на те, що, скажімо, у голосіннях «ні ізотоніям, ні ізосилабізм рядків самі прикмети — у таких зразках давньої книжної поезії, як азбучний вірш „А.Аз Єсмь всему миру свет“, надрукованому у букварі Івана Федорова 1574 р.» (щоправда, дослідник розрізняє вільний вірш і власне верлібр, вважаючи перше поняття родовим, а друге видовим) [5].
Проте усі нерівно наголошені і нерівноскладові форми народної і книжної поезії мають таке саме відношення до верлібру, як і до інших  форм некласичного вірша, у яких порушено принцип ізосилабізму й ітонізму, зокрема, до дольника, тактовика і акцентного вірша. Співвідношення цих джерел лише з верлібром неправомірне. Перефразовуючи І. Качуровського, можна сказати, що певною мірою «вільний вірш» народної і давньої книжної поезії — родове поняття по відношенню до всіх нерегулярних форм сучасного східнослов'янського вірша [5].
Теоретики-віршознавці 20-х років, зокрема Дмитро Загул, посилаючись на Вільдрака і Дюамеля, визначали два типи верлібру, поширених і в західноєвропейській, і в українській поезії, — метричний, різностопний (вільні 2- і 3-складники), який власне не є верлібром, і його протилежність — неметричний вірш (в обох випадках вірш білий, тобто неримований). Але жива практика вільного вірша не обмежується такою класифікацією; типологія верлібру в поезії 20-х років була різноманітнішою. Розгалужується форми як простого (з відносно стійкою домінантою), так і складного (із змінними домінантами) верлібру. Для першого, як і раніше, найхарактерніша форма 3-складника із змінною анакрузою, що спорадично переходить в дольники. У творчості поетів радянського періоду ця форма вирізняється вкрапленням 2-складових розмірів, що загалом надає йому більшу рухливість [6].
У деяких верлібрах простого типу наявні рими. Як відомо, постійність рими — ознака, що суперечить специфіці даної форми. Теоретик сучасного верлібру О.Жовтіс пише, що «епізодичне застосування рими, як і метру, системі цій не протипоказане, але передбаченість наскрізних для цілого твору кінцевих співзвуч уже робить вірш регулярним (хоч і не робить його метричним)» [3]. До цього міркування варто прислухатись.  У тих випадках, коли римування набирає регулярного характеру, вільний вірш трансформується в інші некласичні розміри.
У 30-ті роки активність верлібру дещо спадає. Високої майстерності у створенні верлібрів досягає у цей час Василь Бобинський, який розмовну інтонацію підтримує завдяки ритмічним перенесенням (enjambement).
Поява enjambement — прикмета усвідомлення важливої структурної ролі рядка у верлібрі, що характерно для високого рівня розвитку цієї форми. Водночас у 30-ті роки простежується тенденція до «проїзації» верлібру; послаблюються його неметричні (інтонаційно-синтаксичні) елементи.  У 40-50-ті роки рух верлібру практично завмирає; дослідники називають лише кілька випадків його використання [4].
Вільний вірш — улюблена форма поетів діаспори США і Канади. Існує думка, що у верлібровому репертуарі цих поетів панують нерегулярні, орієнтовані на зразки сучасного американського вільного вірша форма. Однак це не зовсім так. У багатьох випадках використовується той тип віршової структури, яку описав В.Баєвський, тобто вірш «з нерівними рядками „вольний“ і без рим»; відсутність рим — найбільш усталена її ознака. Що ж до внутрішньорядкового ритму, то тут явно перевалює принцип певної урегульованості.
Отак, за спостереженням С. Руссової, загалом сучасні поети діаспори з західних країн надають пальму першості саме верлібровій формі, як правило, реалізованій у  жанрі афористичної мініатюри, часто зорієнтованій на східні зразки — хоку, танка тощо [6].
Нарешті, слід зазначити, що й молоде покоління українських поетів кінця 80-х років також не байдужі до верлібру і, подібно до поетів-діаспорців, частіш за все обирають форми з вигадливим строфічним членуванням (нетотожні  строфи) або імпресіоністичні мініатюри, певно тому, що, як пише С. Руссова, «сучасні поети надають перевагу не епічності, медитавності, а моторній зміні
образів, що нагадує зміну кадрів у кінофільмі, або у відеокліпі».

### Теорія верлібризму
Верлібризм як певну теорію утворили французькі поети-символісти (вісімдесяті роки ХІХ століття: М.Крисінська, Ж.Ляфорг, Ф. Вьсле-Грифін, Е.Верхарн), як протест проти тиранії «силабічного віршування» з його «однаковою кількістю складів» та суворими правилами тонізації на обов'язкових місцях віршу. Та й наша шкільна теорія (німецька, російська, українська), «дактилів», з вказуванням на «помилки» при кожному нетрадиційному чергування наголосів, також вимагала поетичного протесту. Тому принципи верлібризму розповсюдились надзвичайно швидко й дали багаті наслідки.
Кожна думка має свій ритм, і так повинно бути і в віршах. Не тільки кожний вірш, але й піввірш, кожне речення — повинні мати свій  власний ритм. Поет верлібрист у творчості своїй не зв'язаний ніякою «метрикою», тільки ритмами власної співучої душі.
Верлібризм з усіх теорій може найкраще пристосувати свою форму до змісту, тому що форма в нього не має жодних шляхів схеми. Треба відрізняти дві форми верлібризму — французьку та німецьку [6].
Французький верлібризм характеризується рядками різної довгості, що найчастіше мають певний однаковий ритм — у французів звичайно анапесто-ямбічний, з широким вживанням гіперметрії
та ліпометрії (початкова ліпометрія утворює з анапесто-ямбічного дактилічний так хореїчний ритми).
Німецький верлібр (його вживав ще Гете) бере ще більше свободи. Кожний рядок являє собою окрему, самостійну ритмічну одиницю, не подібну до сусідньої. Майже кожний рядок не можна виправдати ніякими метричними схемами. А проте  сучасний читач відчуває в цих віршах якусь таємну, складну, витончену ритмічність, що доходить до його душі та утворює надзвичайну гармонію з змістом поезії [6].
Ковалів верлібр — неримований нерівно наголошений віршорядок (і вірш як жанр), що має версифікаційні джерела у фольклорі (замовляння та ін.) форми неримованої чи спорадично римованої народної поезії). У художній літературі верлібр поширюється в добу середньовіччя (літургійна поезія), у творчості німецьких перед романтиків, французьких символістів та ін. Особливого значення верлібру надавав Волт Вітмен, а надто — авангардисти ХХ ст.  Це одна з провідних форм сучасної поезії, сприйнята як виокремлена система віршування. Верлібр відмінний від вільного, власне, нерівностопного римованого (переважно ямбічного) вірша.
На відміну від довільного віршування на силабо-тонічній основі (поєднання  різнорозмірних метро рядів одного метру), вільне віршування як система не має ні метричних, ні силабічних, ні тонічних обмежень і постало в новітні часи як заперечення всіх попередніх канонів. Ця опозиційність із парадоксальною закономірністю зводиться в новий канон, хоча з погляду діахронного абсолютно новою якістю віршування верлібр назвати не можна.
І.Качуровський стверджує, що верлібристи скасували три речі: риму, ритм і комунікативну функцію мови [7]. Протистояння канонам та стереотипам, по-перше, ніколи не вдається до кінця, а по-друге, відтінює все найкраще з попередньої традиції, здатне відродитися в нових якостях.
У цих віршах немає вже й тіні силабо-тоніки, є лише інтонаційно-синтаксичні повтори та характерна синтагматична паузація. Але, виявляється, і ця ознака не завжди доконечна для верлібру. Деякі автори руйнують  і її, перериваючи фразу незвичною розбивкою на тексторядки, що надає таким несподіваним розривам додаткової семантики. І.Качуровський не без іронії зазначає, що за ритм вільних віршів у крайніх виявах «має правити те, що здається ритмом самому авторові» [8]. Але це сказано з позицій канону.  Простеживши пунктирно еволюцію верлібру від ритмізованого  і римованого до аритмічного, неримованого, для якого необов'язковими стають навіть варіації певних інтонаційно-синтаксичних повторів, переконуємося, що він дедалі більше виправдовує свою назву.